# Придорожное (Сахалинская область)
Придоро́жное — село в Невельском городском округе Сахалинской области России.

## География
Село находится на берегу Татарского пролива, на расстоянии 11 км от города Невельск, административного центра округа.

## История
До 1945 года принадлежало японскому губернаторству Карафуто и называлось Тобусисава (яп. 遠節沢). После передачи Южного Сахалина СССР селу 15 октября 1947 года было присвоено современное название (рассматривался также вариант Смоленское — по просьбе колхозников-переселенцев из Смоленской области).

## Население
| 2002 | 2010 | 2013 | 2021 |
| ---- | ---- | ---- | ---- |
| 44   | ↗48  | ↘46  | ↘13  |

### Половой состав
Согласно результатам переписи 2002 года, в селе проживало 44 человека (22 мужчины и 22 женщины).

### Национальный состав
Согласно результатам переписи 2002 года, в национальной структуре населения русские составляли 96 % из 44 чел.

## Улицы
В селе имеется одна улица — Солнечная.